# Peter Renz
Peter Josef Renz (* 8. Juni 1946 in Weingarten, Württemberg) ist ein deutscher Schriftsteller.

## Leben
Peter Renz absolvierte eine Lehre als Maschinenschlosser und anschließend eine Ausbildung zum Technischen Zeichner. Nach achtjähriger Arbeit in der Metallindustrie studierte er von 1969 bis 1973 mit einem Stipendium der „Studienstiftung des Deutschen Volkes“ an der Pädagogischen Hochschule Weingarten. Ab 1973 folgte ein Studium der Sprachwissenschaft, Germanistik und Politikwissenschaft an der Universität Konstanz, das er 1978 mit dem Magistergrad abschloss. Von 1978 bis 1983 war er dort als Wissenschaftlicher Assistent tätig.
Renz, der bereits in den Sechzigerjahren mit dem Schreiben begonnen hatte, nahm 1980 am Ingeborg-Bachmann-Wettbewerb in Klagenfurt teil. Von 1983 bis 1987 war er Mitinhaber und Lektor des Drumlin-Verlags. Renz lebt heute als freier Schriftsteller im oberschwäbischen Waldburg.
Peter Renz ist Verfasser von Romanen, Erzählungen, Essays, Theaterstücken, Fernsehdrehbüchern und Hörspielen.
Peter Renz ist Mitglied des PEN-Zentrums Deutschland und des Verbands Deutscher Schriftsteller. Er erhielt folgende Auszeichnungen: 1981 den Bodensee-Literaturpreis, 1986 ein New-York-Stipendium des Deutschen Literaturfonds sowie 2001 den Ravensburger Literaturpreis.

## Werke
- Vorläufige Beruhigung. Roman. Hoffman & Campe, Hamburg 1980
- Sprach- und Literaturwissenschaft in der Bundesrepublik Deutschland und in der DDR. Erlangen 1981
- Die Glückshaut. Roman. Hoffman & Campe, Hamburg 1982
- Oberschwaben. Marco-Polo-Reiseführer. Ostfildern 1995
- Idée fixe de la mort, danse macabre de la vie. Saulgau 1997
- Kontraste in Oberschwaben. Bilder und Geschichten. Schwäbische Verlags-Gesellschaft, Ulm 1997 (zusammen mit Rupert Leser)
- Wir vom Jahrgang 1946. Wartberg, Gudensberg-Gleichen 2005
- Friedrichshafen. Eine deutsche Stadt am See. Klöpfer & Meyer, Tübingen 2008
- Heimat. Ausflug in ein unbekanntes Land. Klöpfer & Meyer, Tübingen 2015

### Herausgeberschaft
- Seht ihn. Biberach 1982
- Fern, doch deutlich dem Aug’. Weingarten 1983
- Jan Peter Tripp: Die Kehrseite der Dinge. Weingarten 1984
- Dichterlesung. Friedrichshafen 1988
- Fantasie auf Schienen. Friedrichshafen 1989
- Lust auf Abenteuer. Friedrichshafen 1989
- Schöne Gegend. Friedrichshafen 1989
- Hermann Waibel. Friedrichshafen 1990
- Spielwiese für Dichter. Ein Lesebuch. Eggingen 1993 (zusammen mit Oswald Burger)
- Der Ravensburger Kreis. Eine literarische Gesellschaft in Deutschland. Eggingen 1999
- Weingarten – Tradition und Gegenwart. Weingarten 2001
- Geschichten aus Oberschwaben. Tübingen 2009